# Scanno
Scanno település Olaszországban, Abruzzo régióban, L’Aquila megyében. Lakosainak száma 1697 fő (2023. január 1.). Scanno Anversa degli Abruzzi, Barrea, Bisegna, Bugnara, Civitella Alfedena, Introdacqua, Opi, Pescasseroli, Pettorano sul Gizio, Rivisondoli, Rocca Pia, Villalago és Villetta Barrea községekkel határos.

## Népesség
A település lakossága az elmúlt években az alábbi módon változott:
| Lakosok száma | 1822 | 1780 | 1697 |
|               | 2017 | 2018 | 2023 |